# اللغة التقرتية
اللهجة التقرتية هي لغة أمازيغية زناتية منطوقة في بعض واحات المنطقة الشمالية لواد ريغ حول تقرت في الجزائر.
في 1893، كان الناطقون بهذه اللغة ساكنين في تماسين، بلدة عمر ، مغغرين وغومرا.
واليوم لا تزال المنطقة الوحيدة التي تتكلم الزناتية الريغية والمعروفة بتاشلحيت هي بلدية بلدة عمر وباقي القرى الأخرى قد اندثرت ولم يتبقى منها إلا بعض الناطقين من الشيوخ مثل غمرة وتماسين